# Слєшинський Орест Володимирович
Орест Володимирович Слєши́нський (10 січня 1930, Смоленськ — 1 березня 2008, Одеса) — український живописець і педагог; член Спілки радянських художників України з 1970 року. Заслужений художник України з 1993 року.

## Біографія
Народився 10 січня 1930 року в місті Смоленську (нині Росія). У 1945 році його сім'я переїхала до Одеси. Протягом 1947—1949 років навчався на судномеханічному відділенні в Одеському морехідному училищі; у 1949 році вступив до Одеського художнього училища. З 1950 по 1955 рік проходив строкову службу у Військово-морському флоті СРСР, служив на Балтійському флоті.
У 1955—1959 роках продовжив навчання в Одеському художньому училищі, був учнем Любові Токарєвої-Александрович; у 1959—1965 роках продовжив здобувати мистецьку освіту у Ленінградському інституті живопису, скульптури й архітектури імені Іллі Рєпіна Академії мистецтв СРСР, де навчався у Юрія Непринцева, Олега Єремеєва, Олександра Романичева.
Протягом 1965—1974 років викладав спеціальні дисципліни в Одеському художньому училищі. Серед учнів: Наталія Гончарова, Ольга Котлярова-Прокопенко, Пилип Таралевич. У 1974—1978 роках обіймав посаду головного художника Одеського художньо-виробничого комбінату Художнього фонду Української РСР. З 1990 року працював на кафедрі живопису та історії мистецтва Одеського педагогічного інституту імені К. Д. Ушинського, де обіймав посади викладача, доцента (з 2003 року). Серед учнів: Ольга Котова, Олена Лесниченко, Мешкав в Одесі, в будинку на вулиці Пантелеймонівській, № 128, квартира № 34. Помер в Одесі 1 березня 2008 року.

## Творчість
Працював у галузі станкового живопису, створював жанрові картини, пейзажі, натюрморти. Серед робіт:
- «Судноремонтники» (1966);
- «Петроград» (1967);
- «Крейсер „Аврора“» (1968);
- «Патруль. 1917 рік» (1969);
- «Дорога понад морем» (1969);
- «Богдан Хмельницький дає клятву» (1969);
- «Тираспольська площа» (1970-ті);
- «Вилкове» (1970-ті);
- «Париж. Новий міст» (1980-ті);
- «Пейзаж з білим пароплавом» (1984);
- «Човни» (1986);
- «1941-й рік» (1987);
- «Одеса. Спуск Ласточкіна» (1989);
- «В Балаклаві» (1990-ті);
- «Одеса. Приморський бульвар» (1993);
- «Півонії» (1993);
- «Одеса. Біля опери» (1994);
- «Берег в Санженцях» (2000).

Брав участь у республіканських, всесоюзних та міжнародних виставках з 1959 року. Персональні виставки відбулися в Одесі у 1981 році, Києві у 1983 році.
Окремі картини зберігаються в Одеському художньому музеї, Музеї сучасного мистецтва Одеси, у приватних зібраннях в Україні, Канаді, США, Німеччині, Японії.